# Andreï Melenski
Andreï Ivanovitch Melenski (en russe : Андрей Иванович Меленский ; 1766-1833) est un architecte néoclassique russe. Originaire de Moscou, il est nommé architecte de la ville de Kiev en 1799 et occupe ce poste une trentaine d'années. Ses réalisations sont monumentales par leur aspect architectural et non pas ornemental et ont donc été épargnées des destructions des années 1920 et 1930, caractérisées par de larges façades rectangulaires encadrant une colonnade surmontée d'un tympan triangulaire, ou bien plus rarement par des rotondes périptères, elles continuent de marquer le paysage urbain de Kiev aujourd'hui. 

## Biographie
Melenski commence sa carrière comme assistant de Matveï Kazakov, Vassili Bajenov et Giacomo Quarenghi et prend part à la construction du Palais Catherine sur la rivière Iaouza. C'est donc un architecte expérimenté, et au goût fortement marqué par le néoclassicisme, à la fois du point de vue architectural et urbanistique.

### Un architecte et urbaniste qui transforme la morphologie de Kiev et en désenclave les quartiers
Après la mort de l'important architecte Ivan Grigorovitch-Barski, actif entre 1750 et 1775 à Kiev, et une période de 15 ans d'atonie pour Kiev en ce qui concerne l'architecture et l'urbanisme, Melenski devient de 1799 à 1829 l'architecte en chef et le principal urbaniste de cette ville de province de l'Empire russe, peu dynamique et reléguée à un rôle de « cité-mère des Russes », de conservatoire de la mémoire des Slaves de l'Est.  
En 1803, il crée un plan général de la ville qui fait date dans la cartographie de Kiev, et permet d'appréhender la ville dans sa totalité (divisée alors en diverses juridictions). Deux parties de la ville se distinguent nettement : la ville haute (Vieux Kiev) enceinte, et la ville basse (Podil) concentrant l'essentiel de la population et des habitations et s'étendant sur l'étroite plaine fluviale. Il s'efforce de désenclaver les différentes parties de la ville et crée le tracé de Krechtchatyk, appelée à devenir une artère résidentielle et commerciale centrale au XIXe siècle, qu'il dote de parcelles à construire (1803), d'un Monument aux droits de Magdebourg (1802) en contrebas à la jonction de Podil, et d'un premier théâtre de la ville (1804-1807) près de l'actuelle place de l'Europe et qui devient le cœur du nouveau quartier. Ces deux derniers monuments, commandés par l'oligarchie de la ville aux commandes de la municipalité, marquent bien la puissance locale plutôt que l'empreinte impériale.
Melenski est le premier architecte à se voir attribuer le poste d'architecte municipal de Kiev. Il se marie deux fois et élit domicile au cœur de Podil, rue Khoriva. Il est enterré au cimetière de Chtchekavitsa.

### La reconstruction de Podil après l'incendie de 1811
Il est chargé de la reconstruction de Podil après le grand incendie de 1811 et remodèle le quartier dans un style palladien provincial. Le plan redessine les rues courbes voire tortueuses du quartier, très visibles sur son plan très précis de Kiev de 1803 quelques années avant l'incendie en 1803, en lignes droites et en étoiles. Le plan de Melenski, à la fois orthogonal (classique) et radial (baroque), n'est cependant pas mis totalement à exécution, et se réduit à un simple damier qui existe encore à ce jour. L'incendie montre la vulnérabilité des bâtiments en bois de la ville, dont beaucoup sont ensuite reconstruits en pierre. Les îlots urbains qu'il délimite sont occupés par des parcelles de 3 tailles (petites, moyennes, grandes) dont les maisons doivent avoir leur façade sur rue et leur jardin à l'intérieur. Les façades commencent à être réglementées au niveau impérial et les plus belles sont distinguées : Kiev en compte 400 de construites entre 1813 et 1818, sur les 8 000 de l'Empire russe. La reconstruction après l'incendie entraîne la construction de nombreux monuments architecturaux existants, notamment la maison des contrats (1815-1817) et la place des Contrats et sa Gostnyi Dvir (1812-1828), entre autres. 

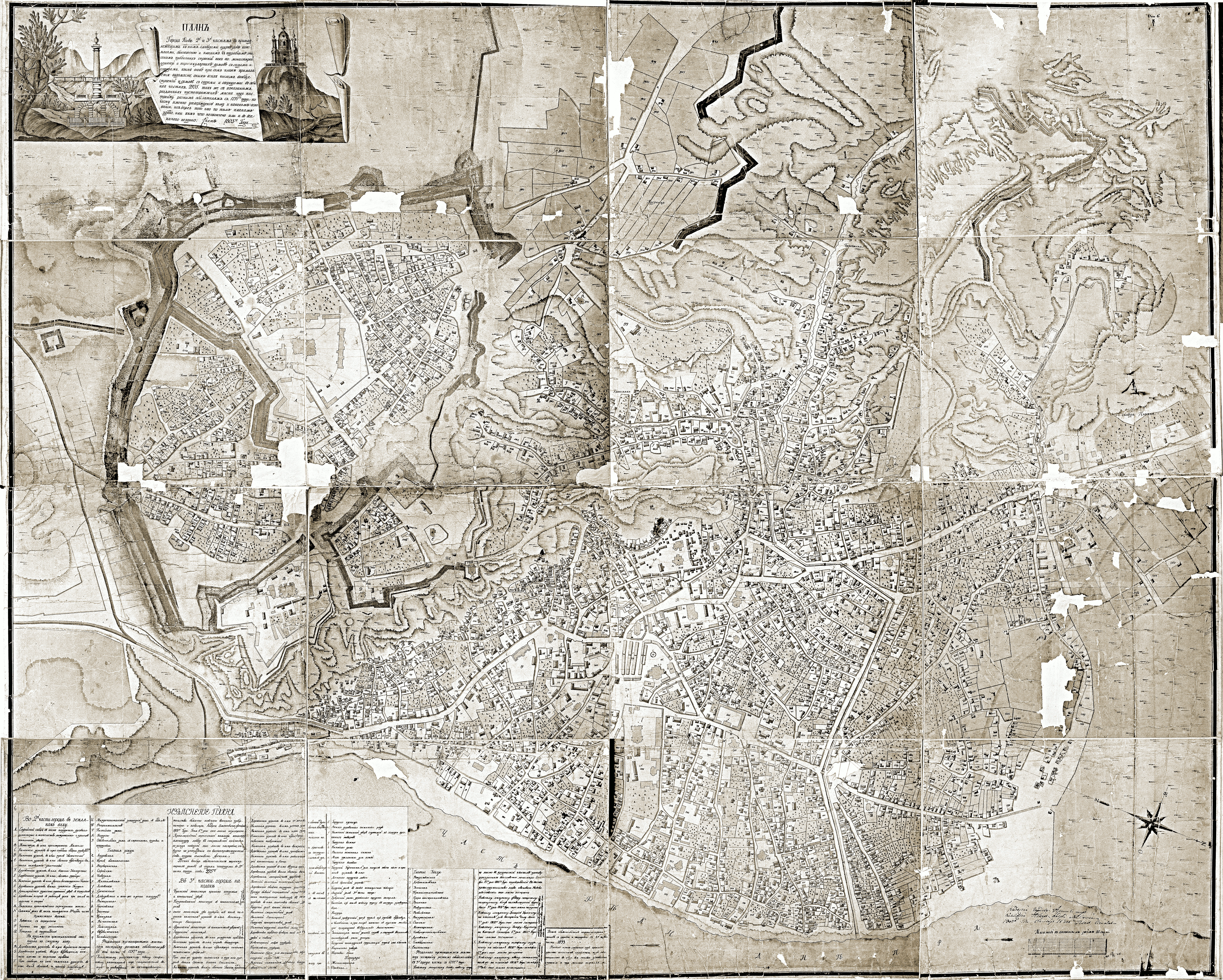
Plan de Kiev par Melenski en 1803 : La ville haute est enserrée dans ses fortifications et c'est la ville basse (Podil) qui concentre l'essentiel du développement urbain.
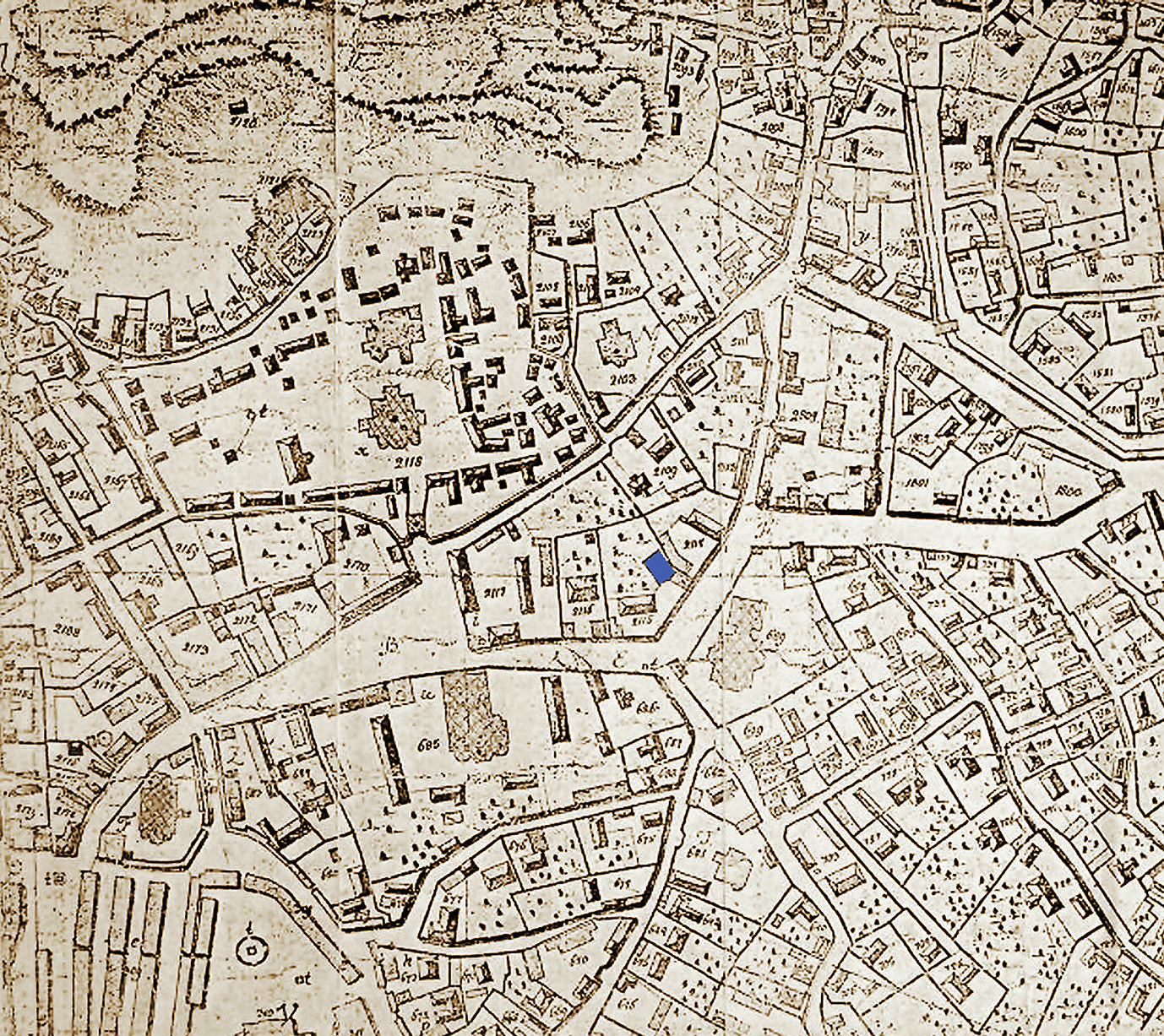
Détail du plan de Kiev par Melenski en 1803 :Podil, un port fluvial aux chemins tortueux, un paysage alternant les emprises de grands monastères et des maisons simples.
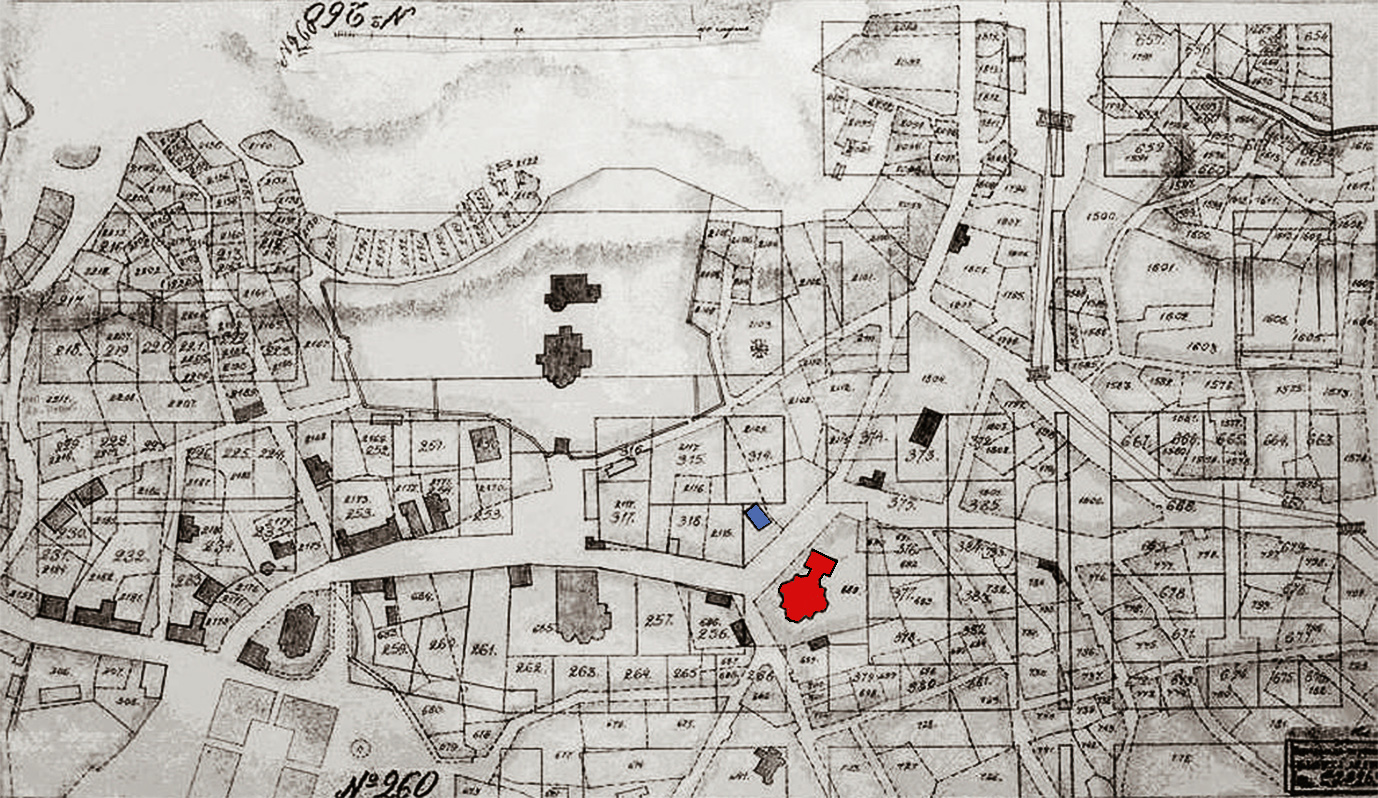
Plan de Podil par Melenski en 1812 : après l'incendie de 1811, les carrés des nouveaux îlots sont tracés. Seules les églises sont préservées et intégrées au plan d'ensemble par des clôtures et des bâtiments conventuels nouveaux.
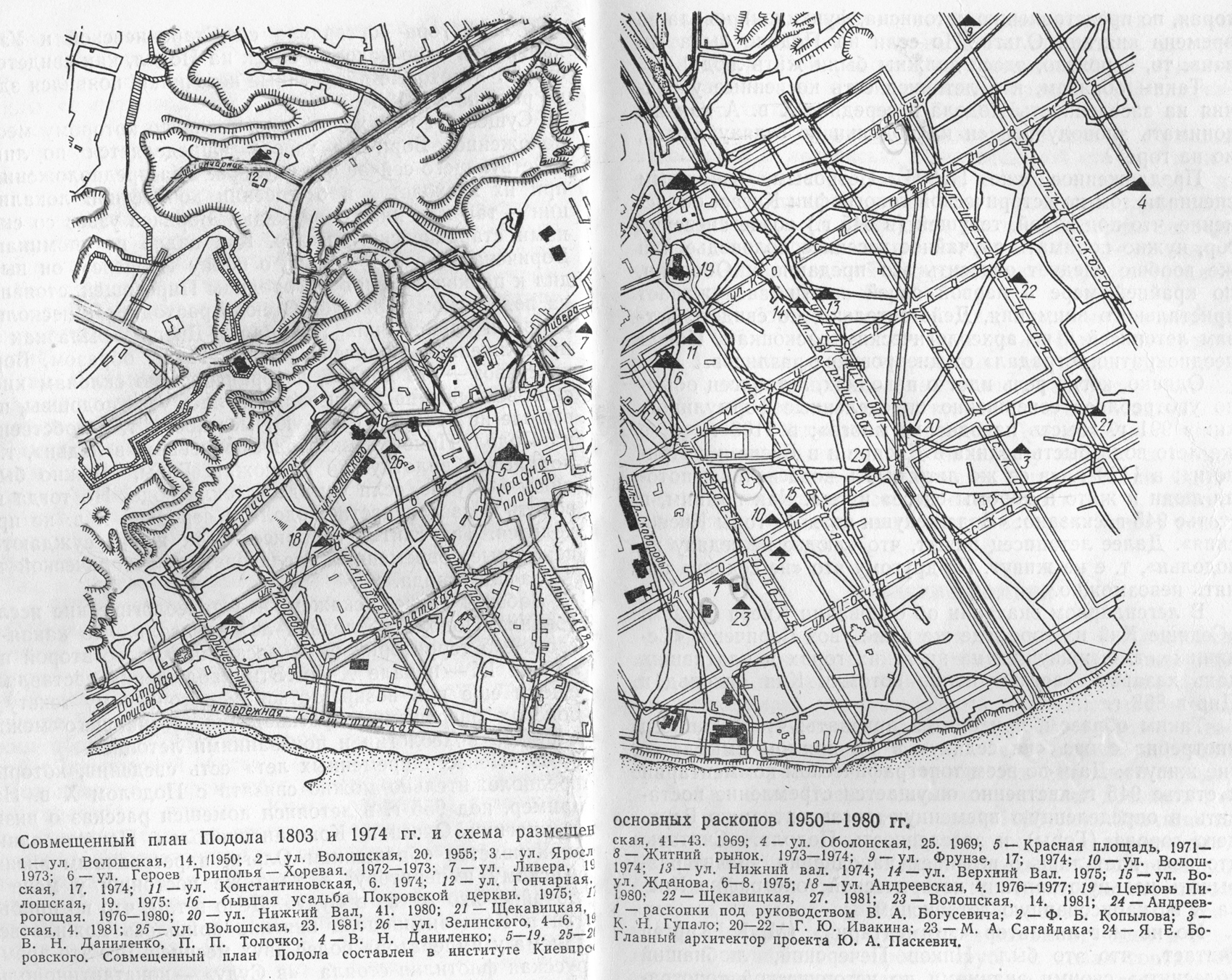
Plan d'ensemble de Podil, aujourd'hui avec superposition avec le plan d'avant 1811.
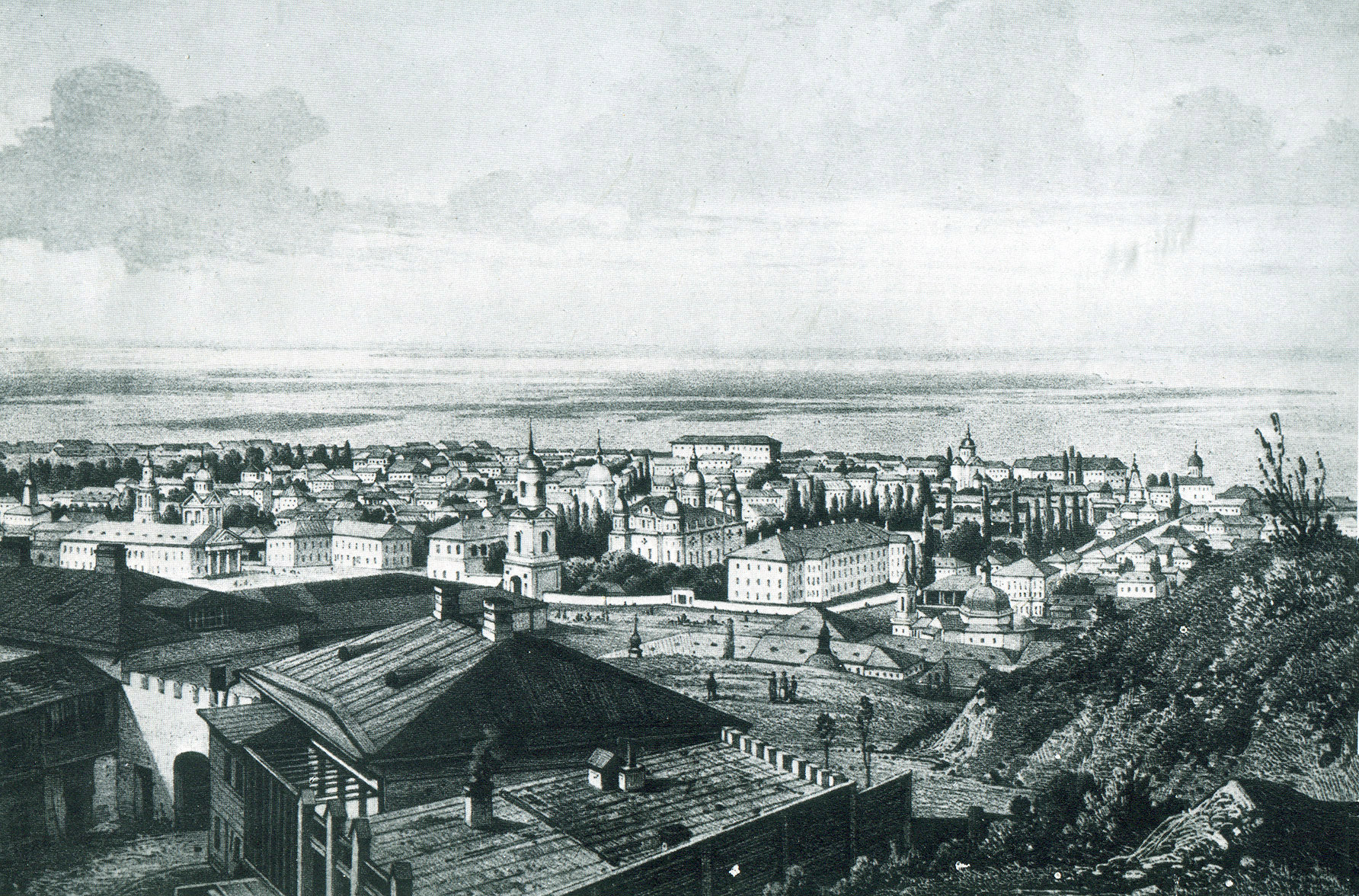
Un nouveau paysage urbain marqué par l'orthogonalité : Podil ordonné par Melenski, avec notamment les bâtiments de la Maison des Contrats et du bâtiment de l'Académie théologique. En arrière-fond, le Dnepr et ses îles.

## Réalisations majeures

### ÀPodil
- Maison des contrats
- Reconstruction du Hostiny Dvir
- Colonne des droits de Magdebourg sur les bords du Dnepr
- Reconstruction de plusieurs bâtiments du Monastère des Frères (aujourd'hui Académie Mohyla)
- Reconstruction de plusieurs bâtiments du Monastère Florivski, dont l'église de la Résurrection, le logis de l'higoumène du Monastère Florivski avec une façade néoclassique à large tympan triangulaire, et le clocher.
- Église Saint-Nicolas de Podil
- Église de la Nativité de Podil
- église de Pyrohochtcha de Podil au bâtiments du baroque ukrainien de Ivan Grigorovitch-Barski, ont été ajoutés des éléments néoclassiquespar Andreï Melenski: tympan triangulaire et ses colonnes, et à sa droite rotonde et flèche. Des magasins sont construits autour de l'église.
- Église de l'Exaltation de la Sainte-Croix de Podil (Церква Воздвиження Чесного Хреста Господнього)
- Hotel de Strelbitski
- Hôtel de Nazar Souhota
- Maison de Mazepa

### ÀKievhors dePodil
- Reconstruction de plusieurs bâtiments de la Laure des Grottes de Kiev
- Monastère Saint-Michel-de-Vydoubytch: clocher: édifié en 1727-1733, l'architecte Melenski le consolide en 1829-1833 et lui ajoute un clocheton orthogonal néoclassique et une flèche.
- Église de la tombe d'Askold
- Ancien bâtiment du théâtre de la ville, situé sur l'actuelle Place de l'Europe.
- Ancienne Maison de la noblesse
- Synagogue de Petchersk

## Photos

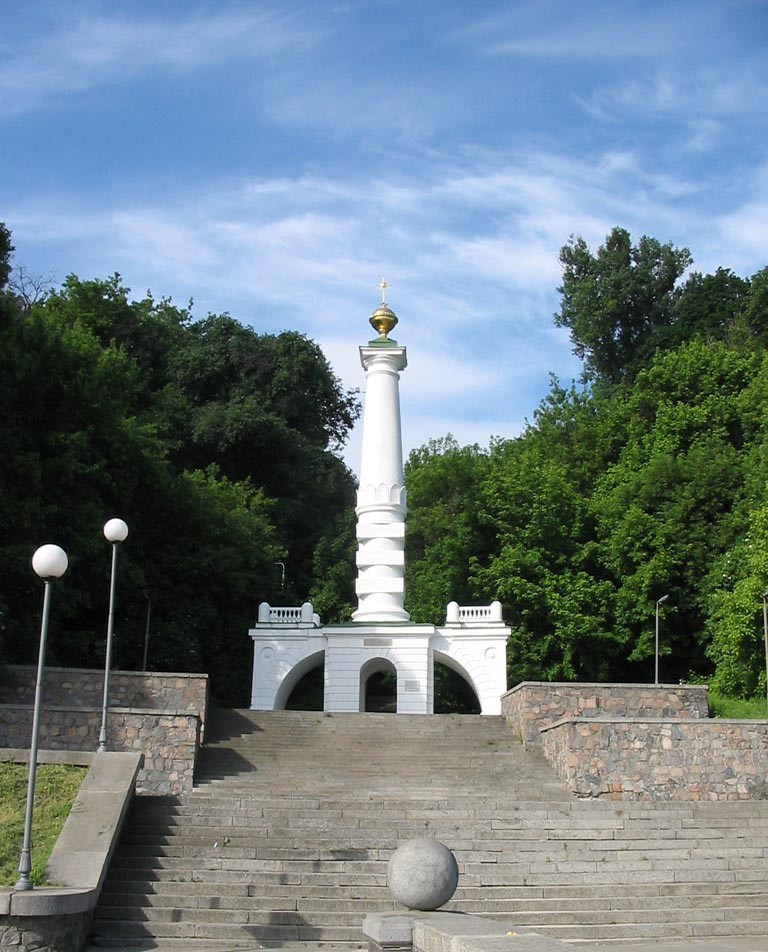
Colonne des droits de Magdebourg
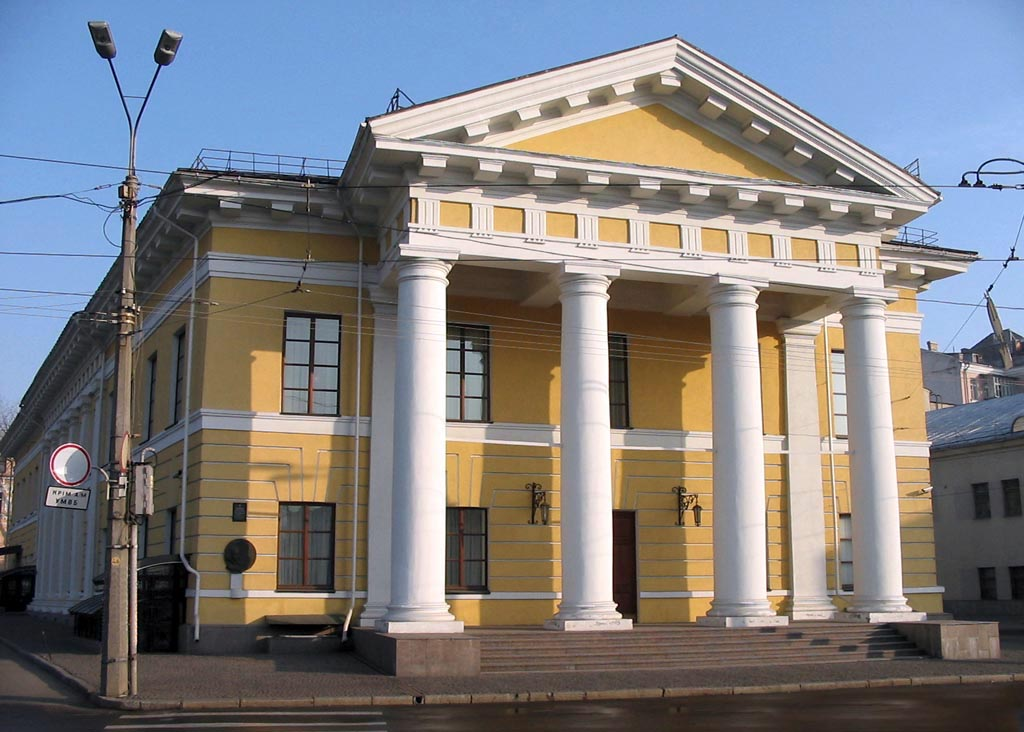
La maison des Contrats
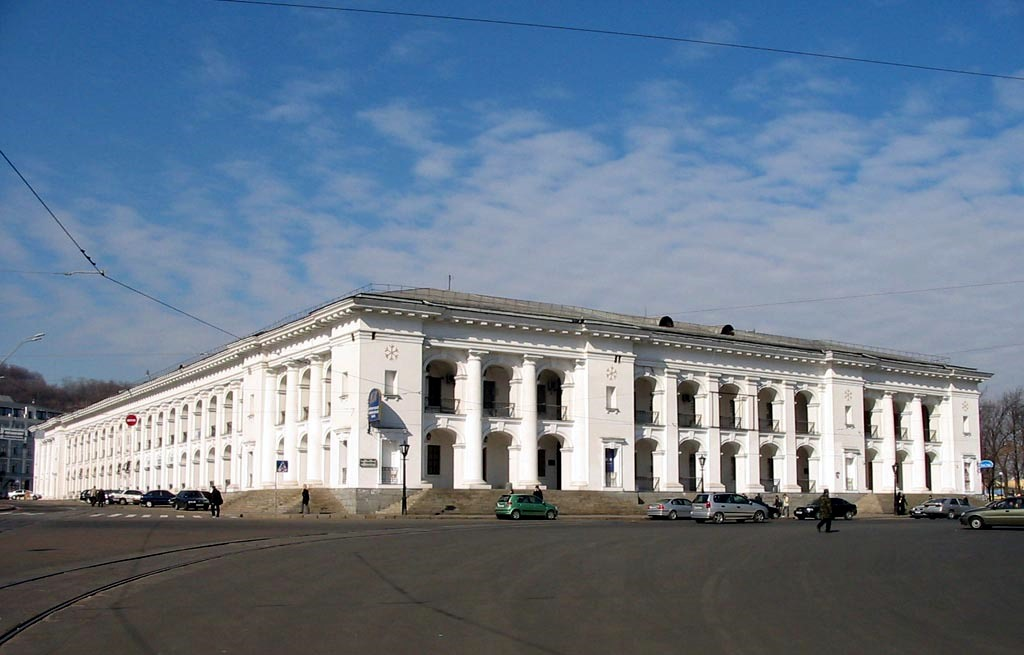
Gostiny Dvor
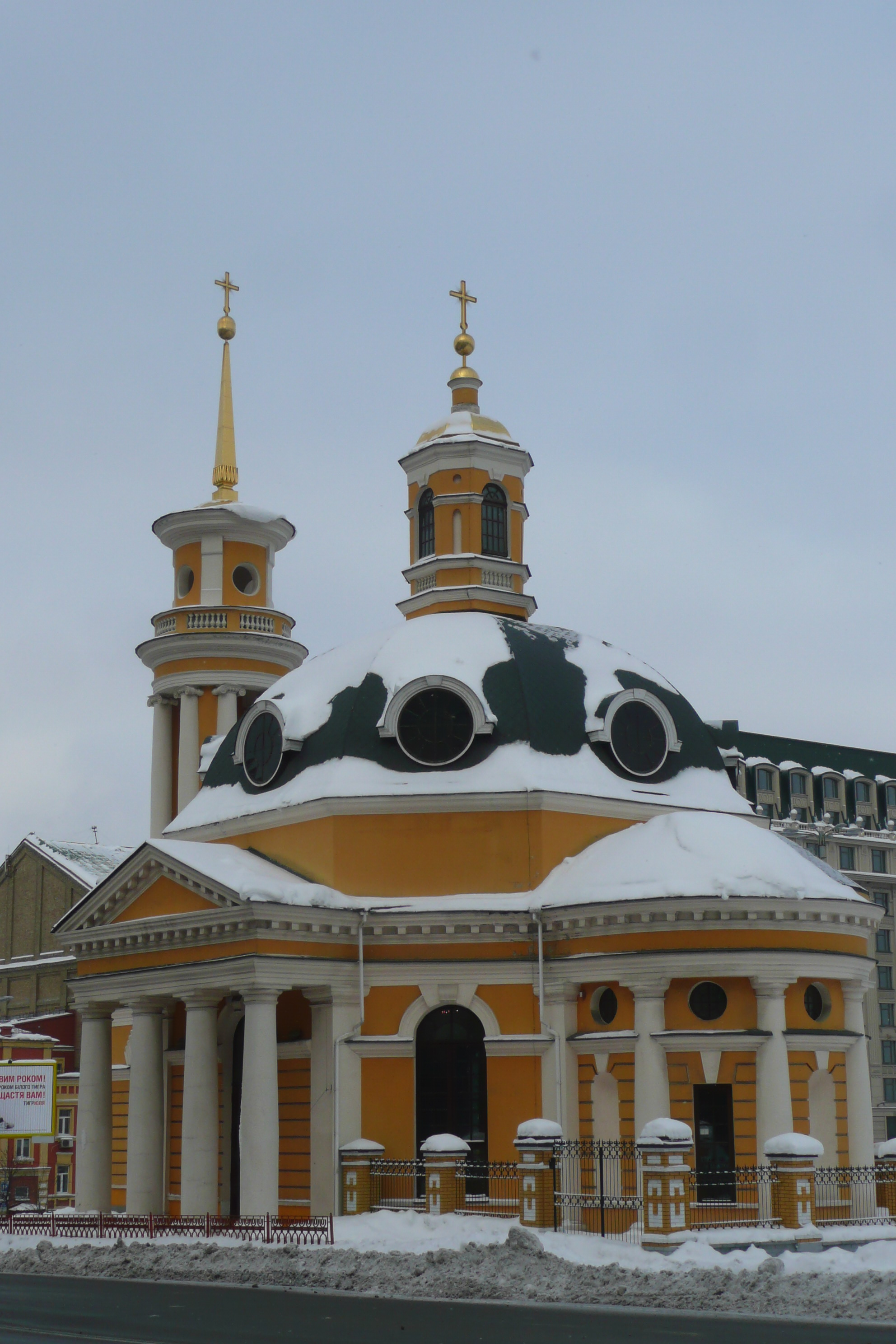
Eglise de la Nativité
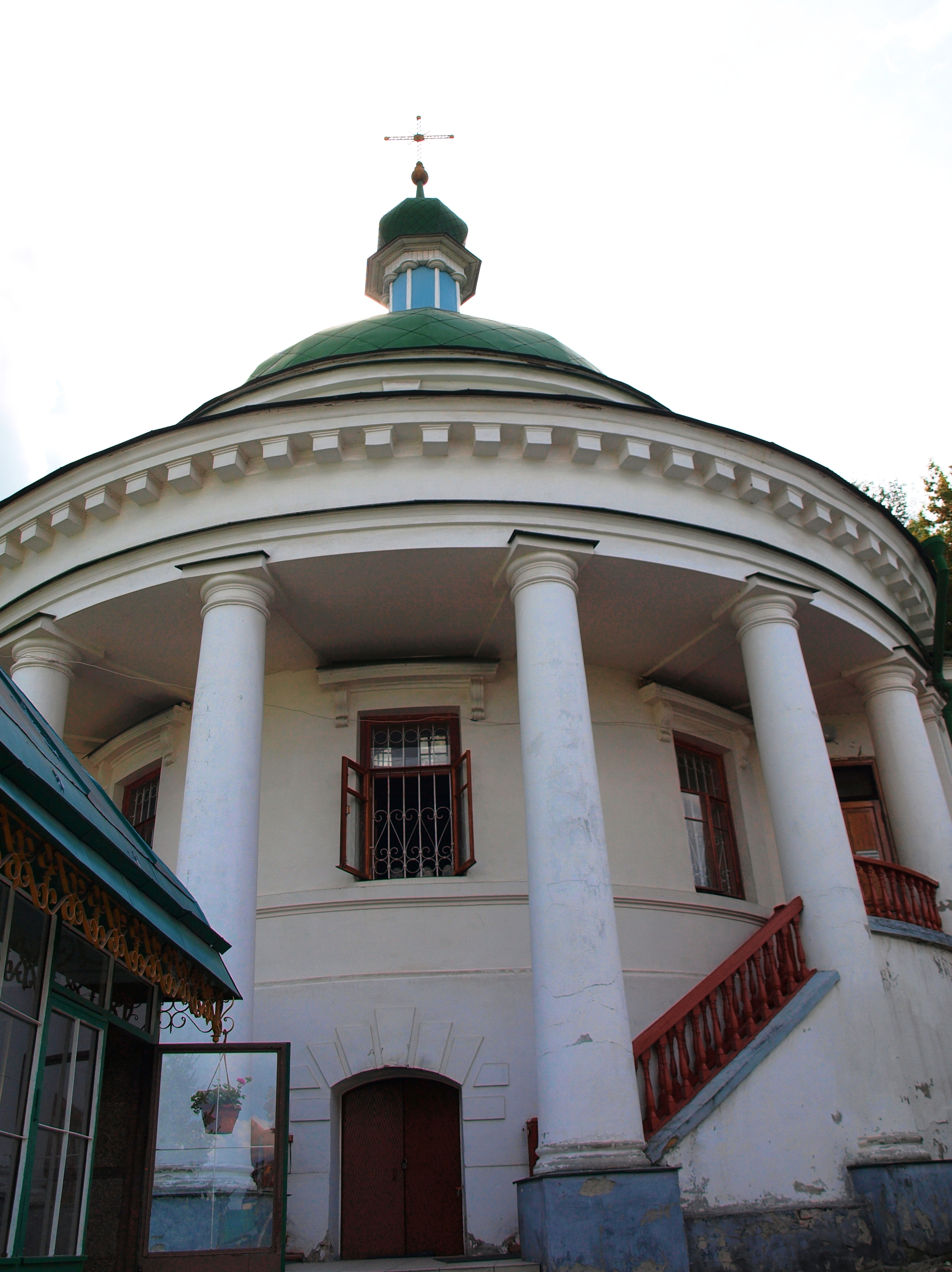
Église de la Résurrection du Monastère Florivski
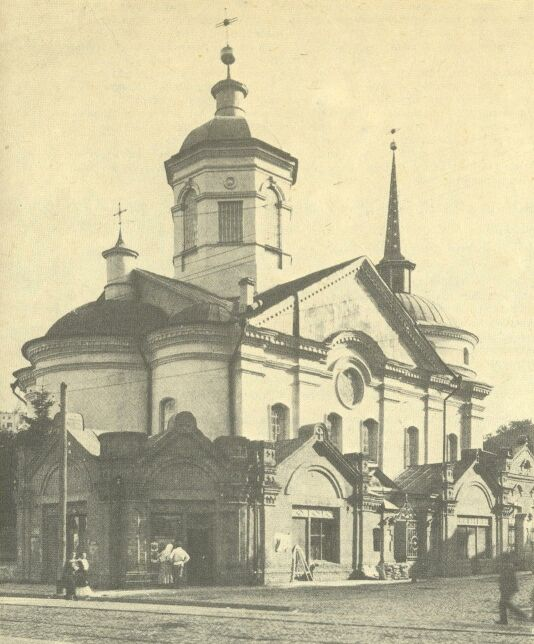
Église de Pyrohochtcha de Podil à Kiev: sont reconstruits par Andreï Melenski le tympan triangulaire et ses colonnes, et à sa droite la rotonde et sa flèche.
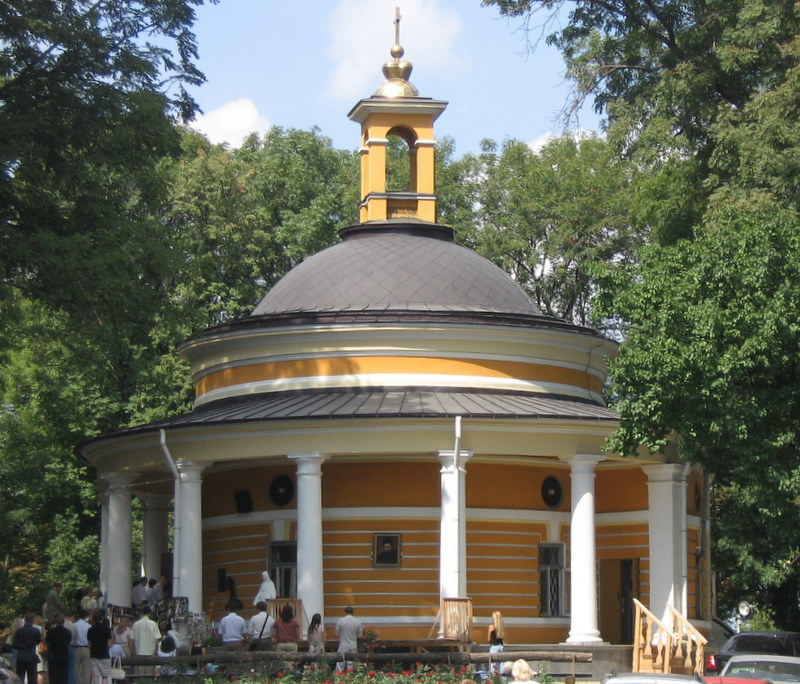
Église de la tombe d'Askold
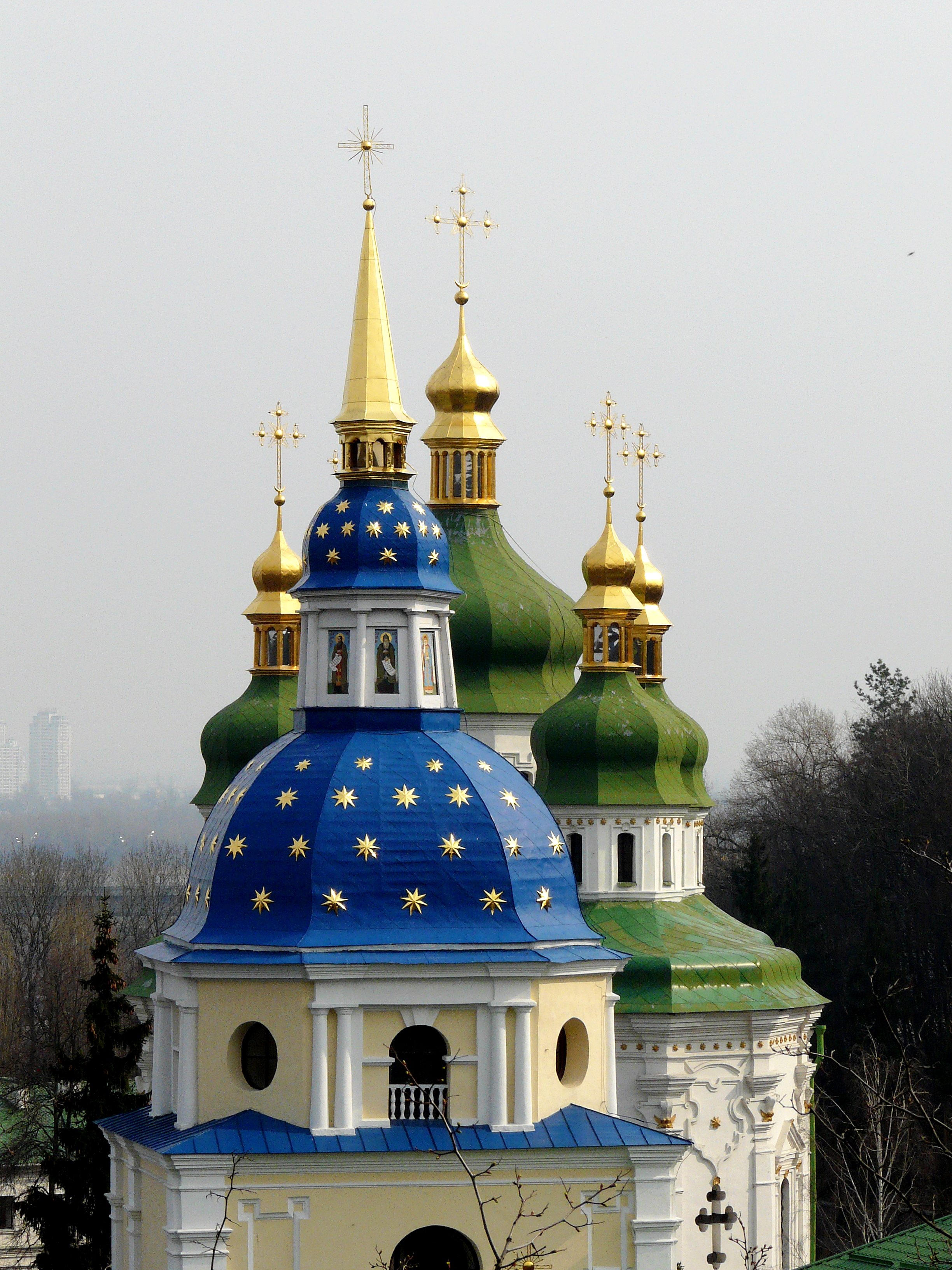
Monastère Saint-Michel-de-Vydoubytch: clocher: édifié en 1727-1733, l'architecte Melenski le consolide en 1829-1833 et lui ajoute un étage orthogonal néoclassique et une flèche.
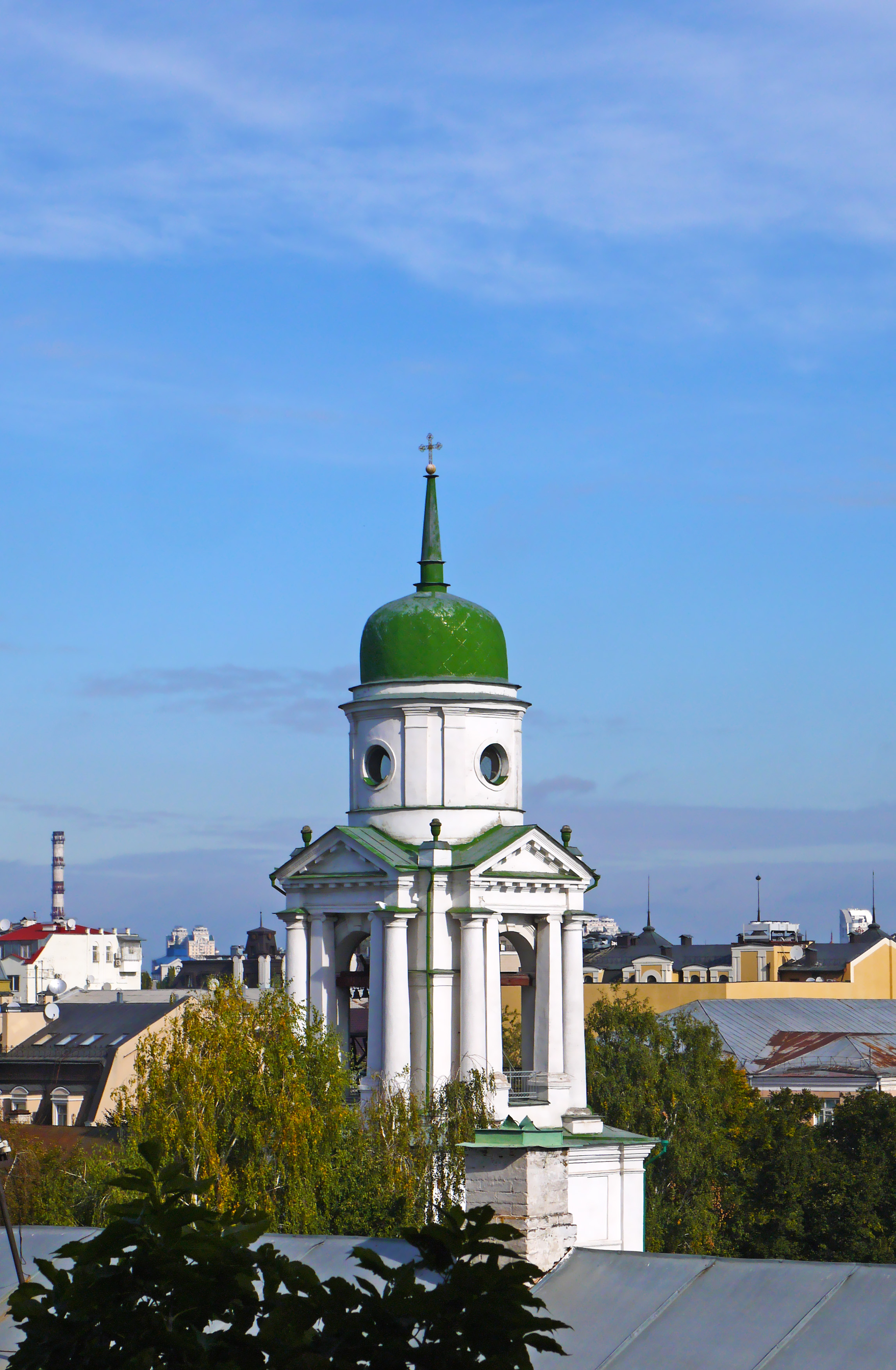
Clocher du monastère Florivski, 1821
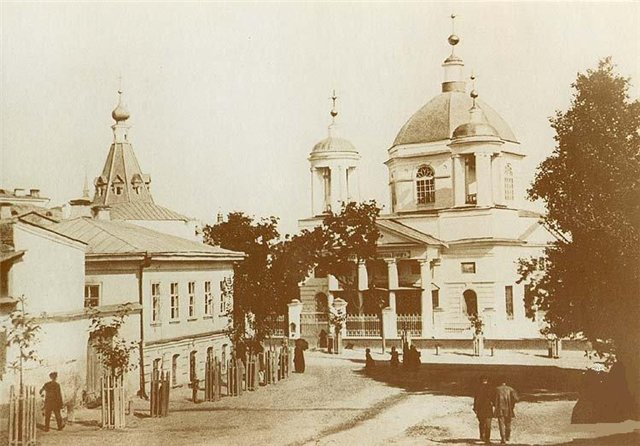
Eglise Saint Nicolas (détruite en 1935)
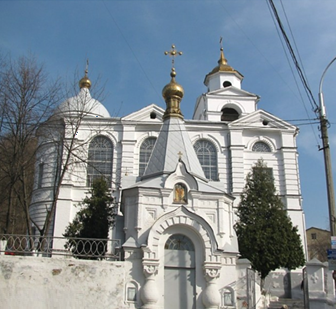
Église de l'Exaltation de la Sainte-Croix de Podil (portail postérieur)
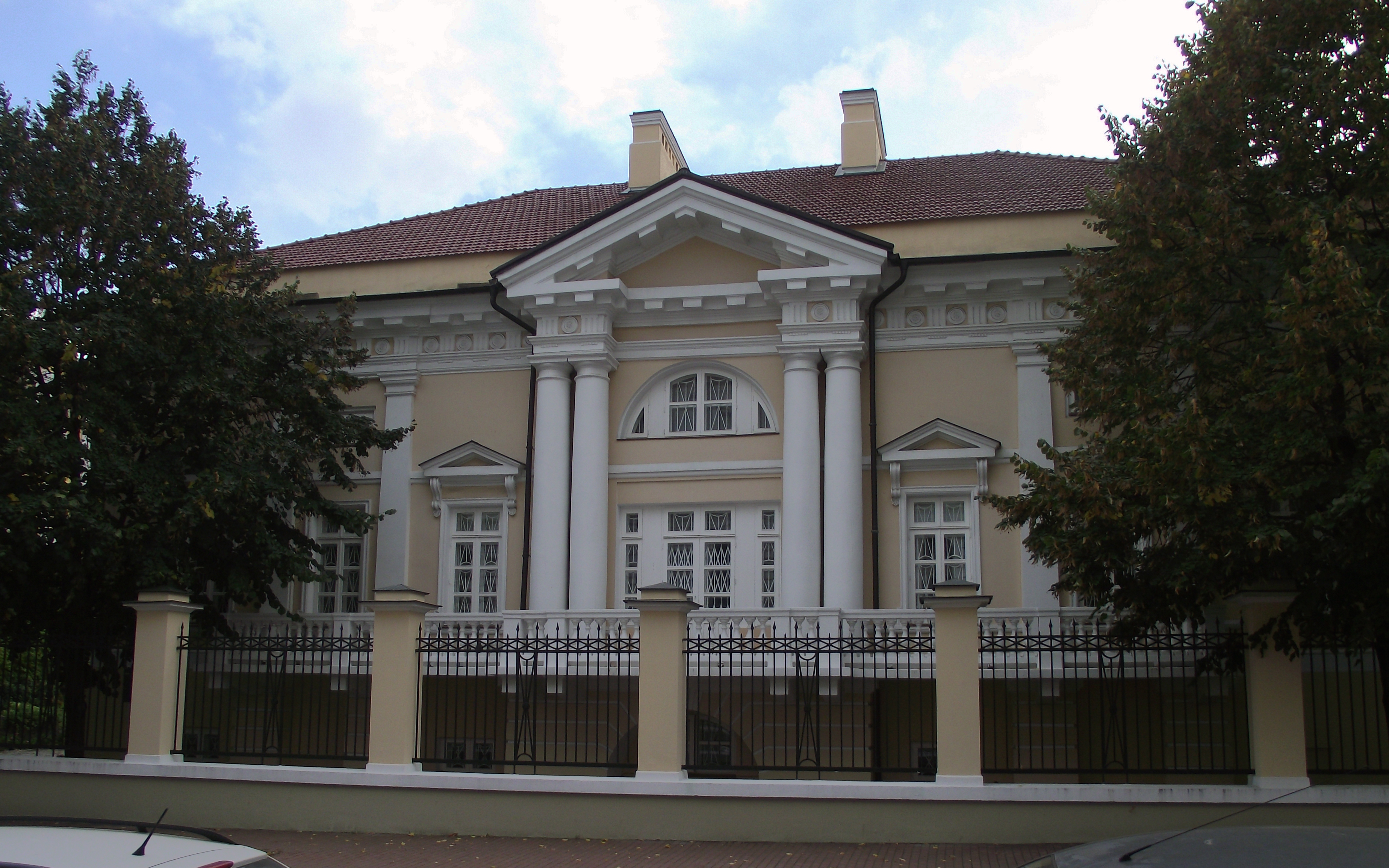
Hôtel de Strelbitski, Kiev, Podil
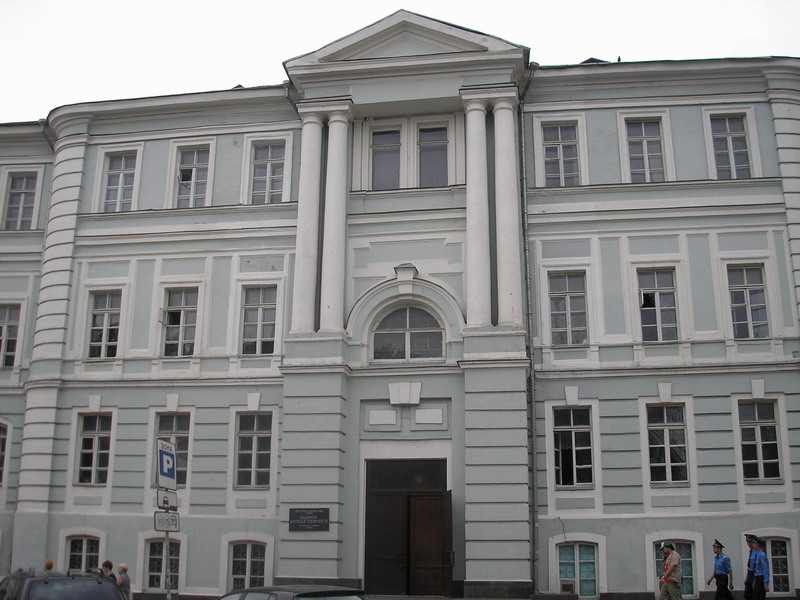
Hôtel de Nazar Souhota
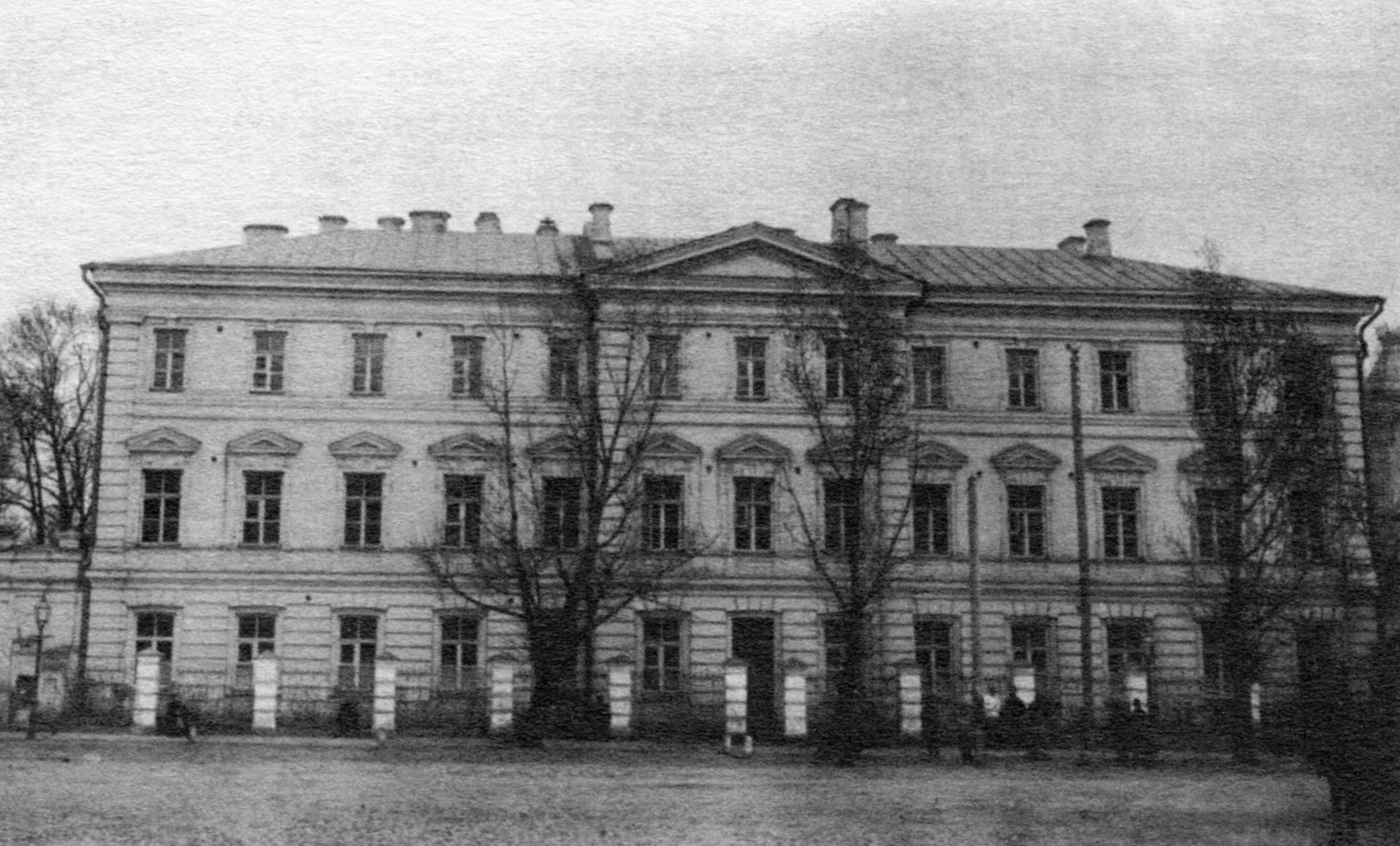
bâtiment de l'Académie théologique de Kiev (Académie Mohyla) donnant sur la rue.
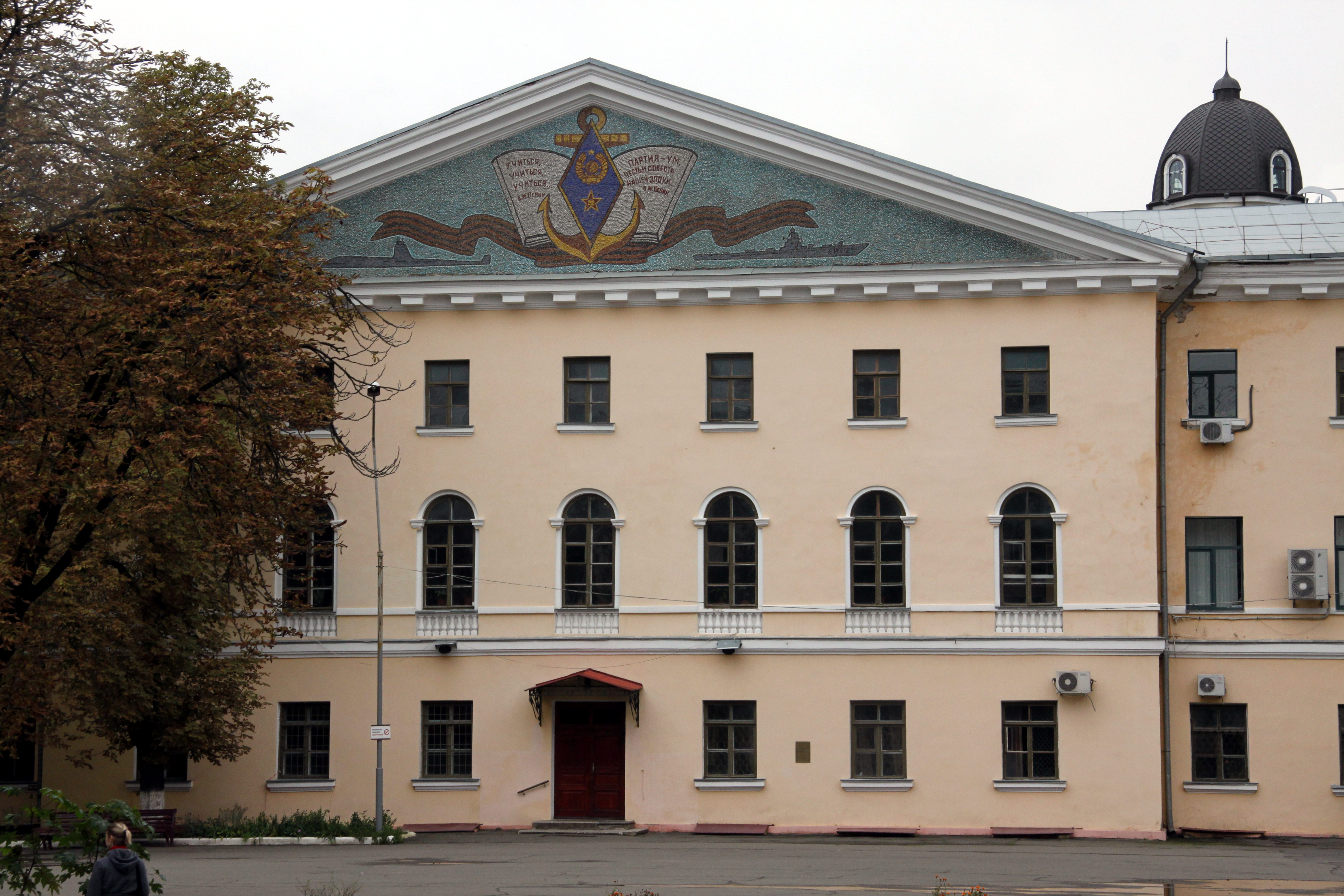
bâtiment de l'Académie théologique de Kiev (Académie Mohyla) donnant sur la cour. Une inscription soviétique occupe le tympan.
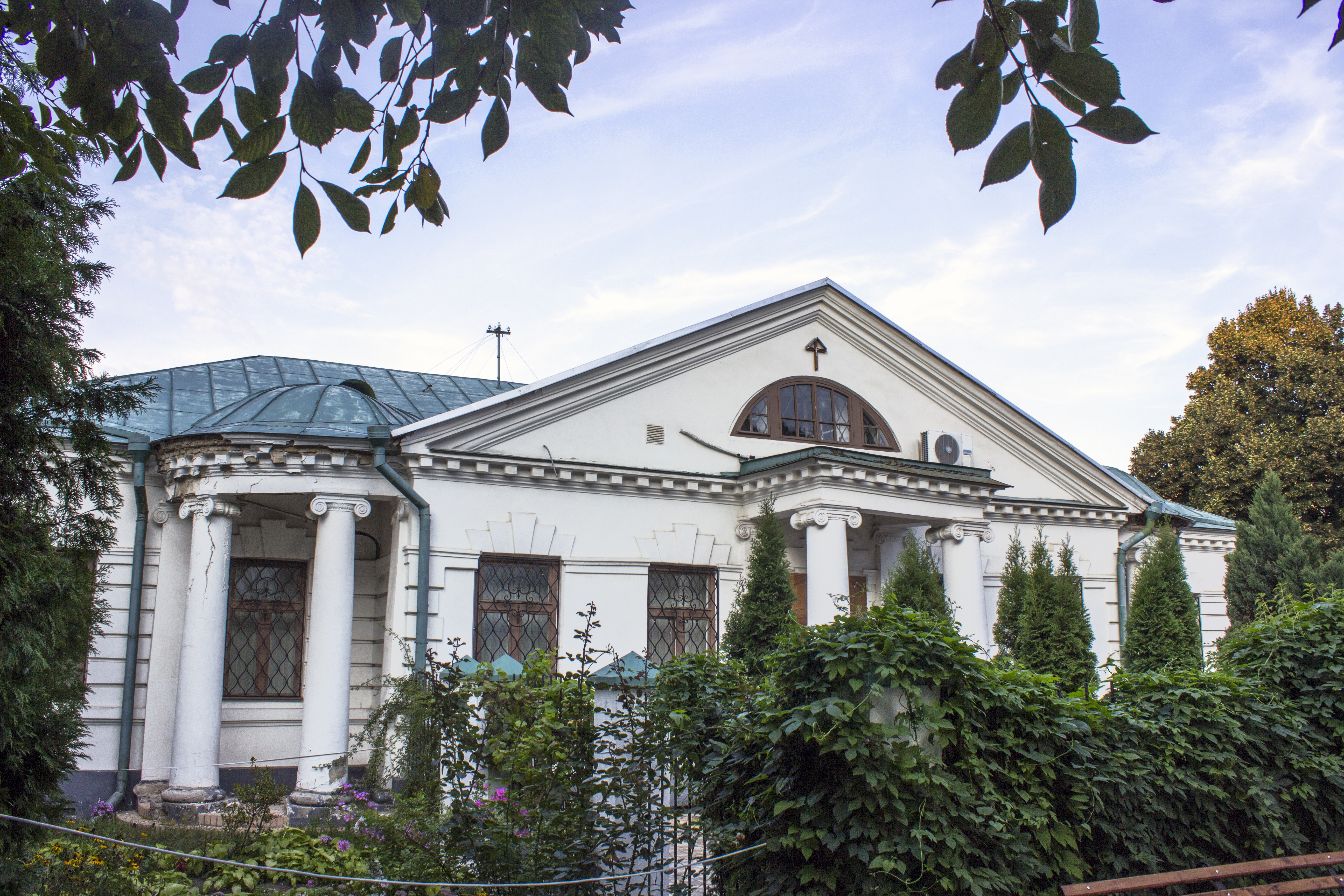
Logis de l'higoumène du Monastère Florivski avec une façade néoclassique à large tympan triangulaire.
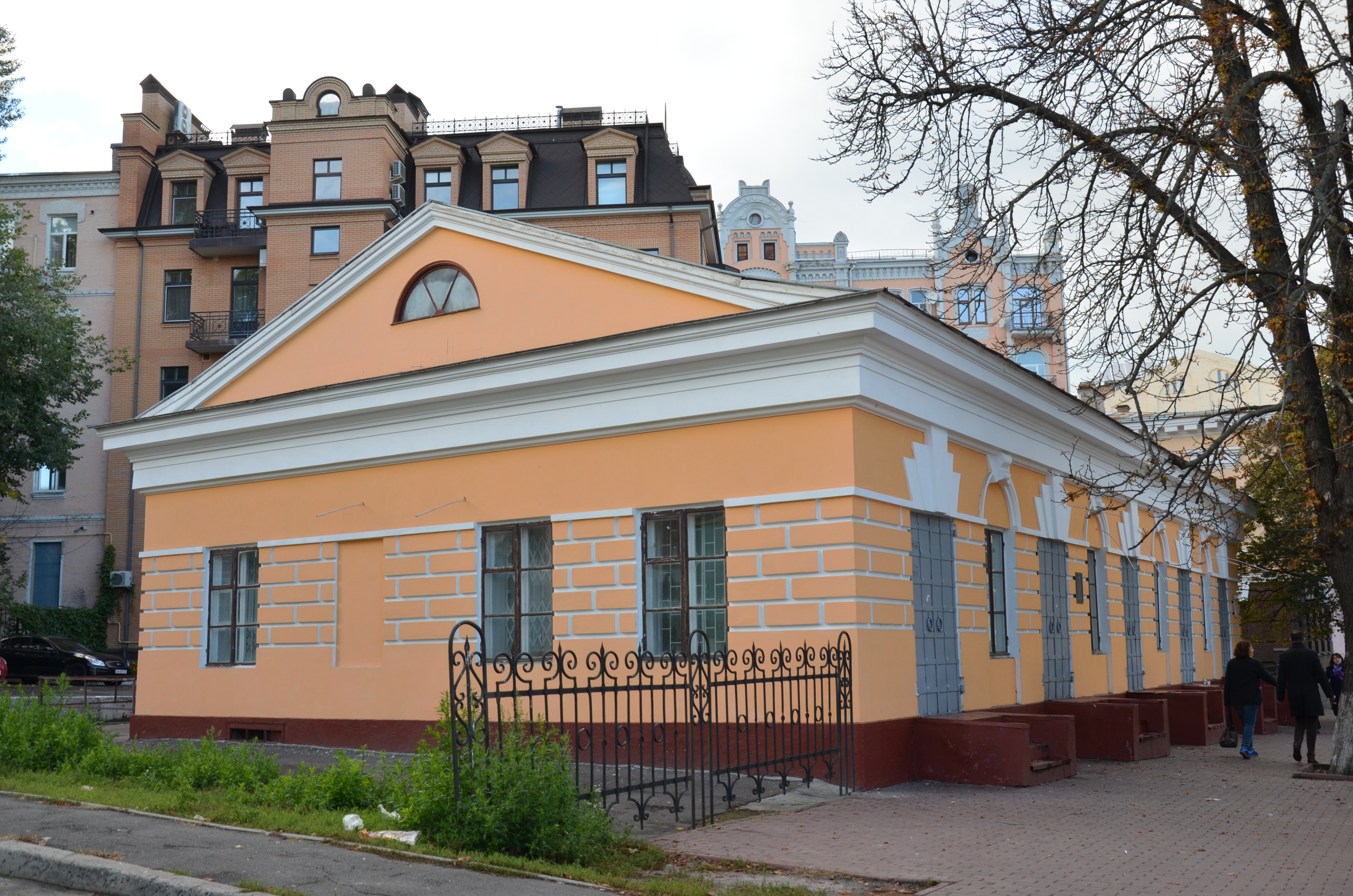
Maison rue Pokrovska (1813)
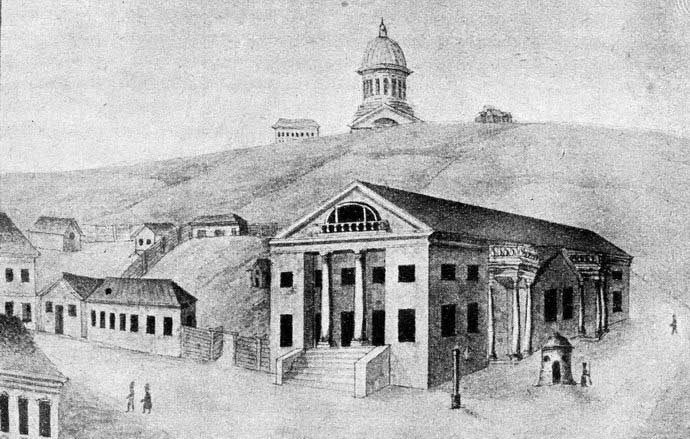
Ancien théâtre de la ville